# Volkswagen Transporter (1967)
Il Volkswagen Transporter T2 è un veicolo commerciale prodotto della casa automobilistica tedesca Volkswagen dal 1967 fino al 2013.
Si tratta della seconda generazione del omonimo veicolo commerciale.

## Storia
Nel 1967 venne presentato il Transporter T2 Bay. Le modifiche, rispetto alla prima serie, erano consistenti: carrozzeria ridisegnata, meccanica rivista, aggiornamento di molte componenti.

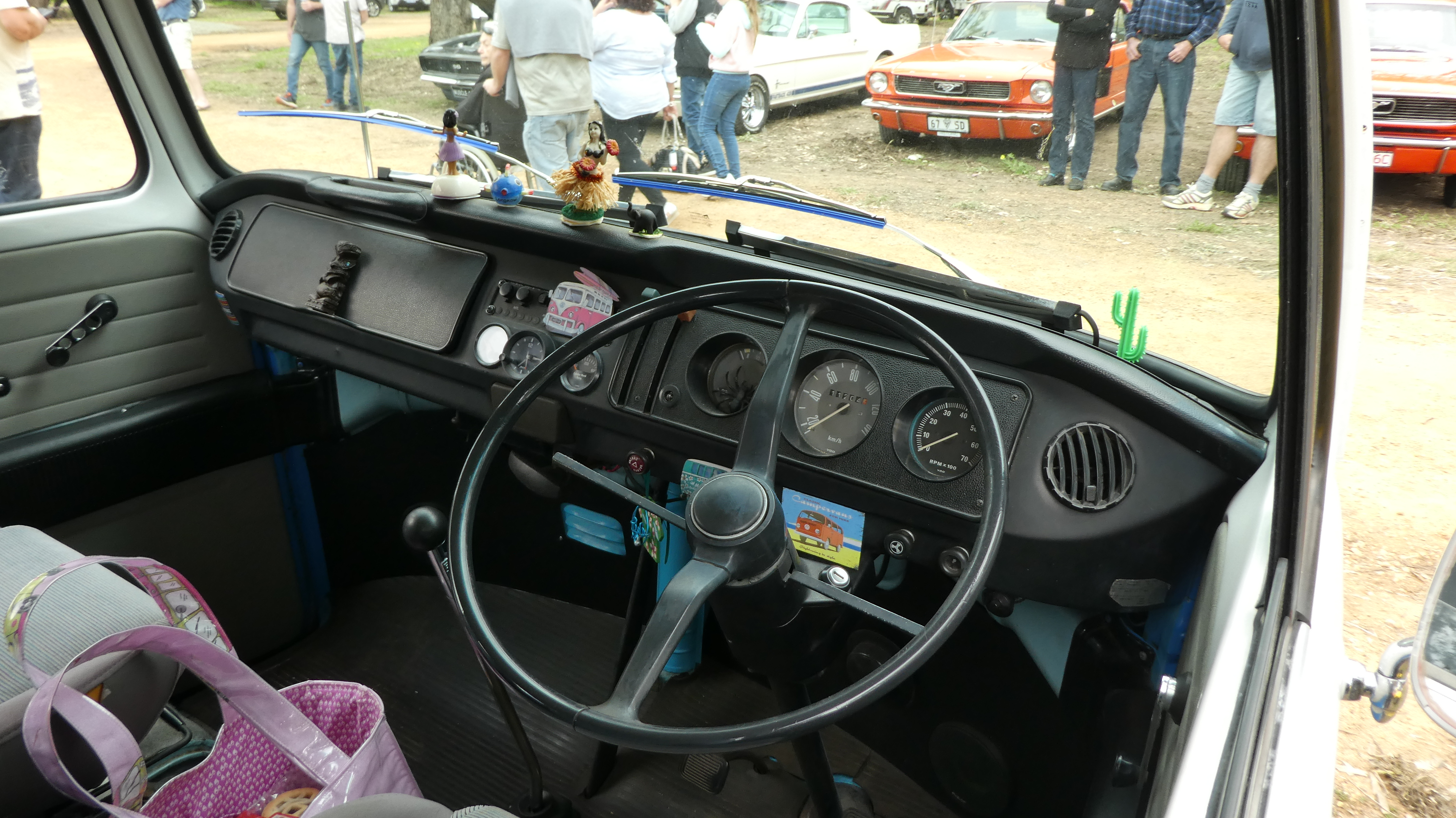
Interni

Numerose le migliorie della nuova serie: la tenuta di strada, grazie alle modifiche ai braccetti delle sospensioni anteriori, era migliorata sensibilmente; la frenata era più efficace grazie ai freni a disco anteriori introdotti dal modello 71 (agosto 1970); lo spazio a bordo (sia per le persone che per le merci) era aumentato; la visibilità era nettamente migliore grazie all'ampia superficie vetrata del parabrezza "panoramico" in pezzo unico (motivo all'origine appunto dell'appellativo baywindow o semplicemente bay); l'impianto di riscaldamento e la ventilazione erano più efficienti.
I motori disponibili erano i classici boxer raffreddati ad aria di 1285 (prevalentemente per il mercato italiano, dove era diffusa la doppia alimentazione benzina/metano) e 1584 cm³ (40 e 50 CV). La gamma di carrozzerie venne ulteriormente ampliata. Oltre alle classiche versioni furgone, autocarro cassonato e pulmino erano disponibili le varianti autocarro cassonato doppia cabina e giardinetta promiscua (con sedili asportabili fatti per privilegiare, di volta in volta, merci o passeggeri).
Venne riproposto, naturalmente, anche il gradito camper Westfalia, ma con tetto e tendalino più ampi, incernierati all'anteriore in modo da ricavare un posto letto in più grazie ad una brandina richiudibile. Nel modello '74 venne ampliata la finestra del tetto, incernierandolo al posteriore e ricavando così lo spazio per un altro letto matrimoniale superiore. Nell'occasione venne definitivamente rinnovato l'arredo interno (rimasto sostanzialmente sempre uguale dal modello T1).

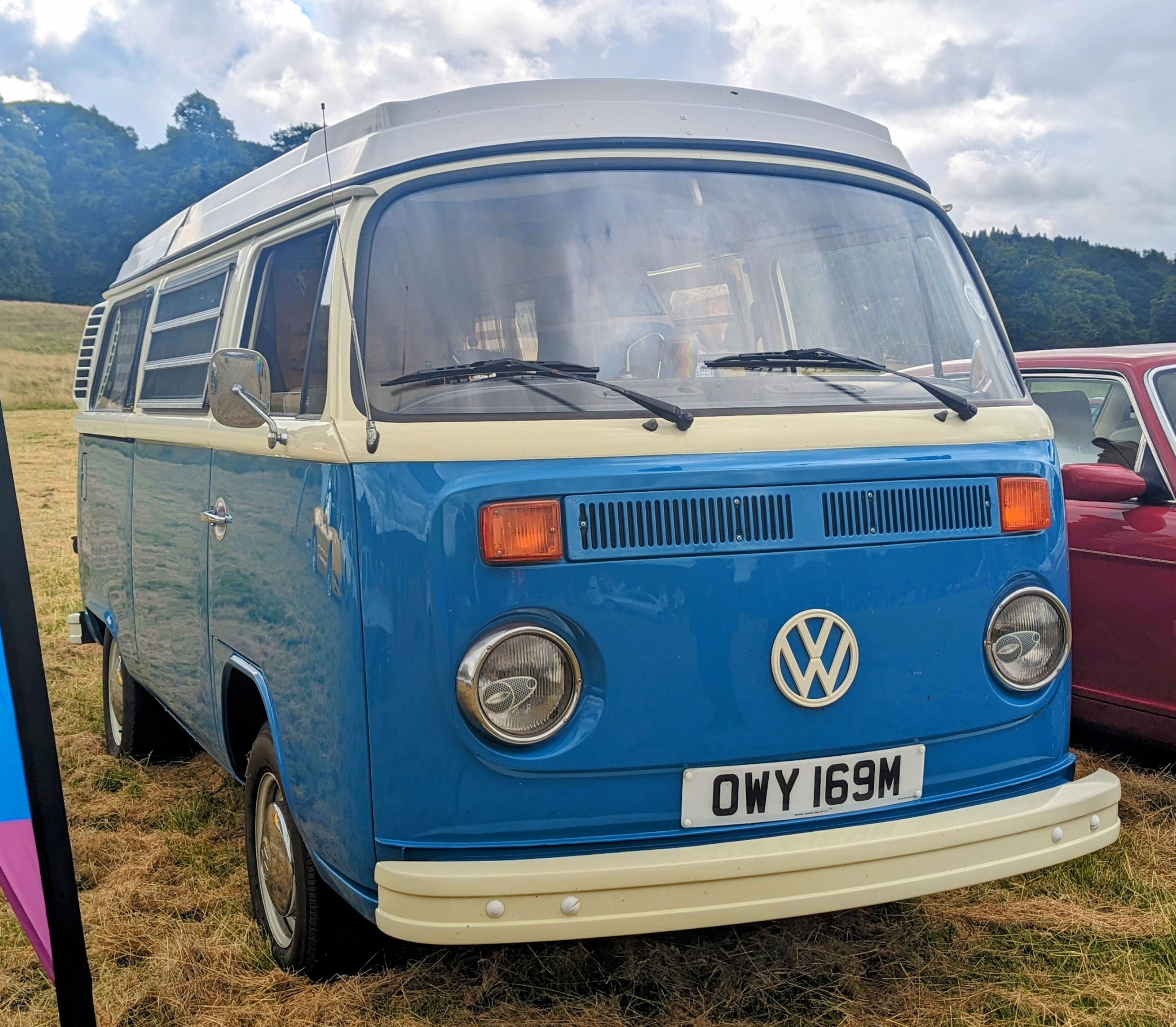
Restyling

A partire dal modello 1973 il T2 Bay subì un ulteriore restyling: frecce anteriori spostate in alto, interni rivisti, fanali di coda di dimensioni maggiori (come anche in parte nel 1972), miglioramenti sulla sicurezza passiva (visibili specialmente dalla modifica dei paraurti, in particolare di quello anteriore) e varie altre migliorie e modifiche estetiche). Con l'occasione, la cilindrata della versione "maggiore" crebbe da 1493 a 1584 cm³ (54 CV).
Nel 1973 la gamma dei motori venne modificata con la dismissione del 1300 e l'introduzione della variante di 1679 cm³ da 66 CV.
Nel 1975 la cilindrata del 1700 crebbe a 1795 cm³ (68 CV).
Nel corso degli anni le motorizzazioni per il mercato nordamericano (molto importante per il T2) si sono differenziate da quelle europee per l'adozione di dispositivi antinquinamento e, da metà anni settanta, per l'alimentazione a iniezione. Per compensare il calo di prestazioni, causato dalla necessità di rispettare le severe normative d'oltreoceano, inoltre, la Volkswagen lavorò sulle cilindrate. 
Dal 1975 era disponibile negli Stati Uniti ed in Canada una versione del boxer con cilindrata portata 1971 cm³ e alimentazione a iniezione (70 CV), non prevista in Europa, dove fu per breve tempo disponibile una versione di cilindrata e potenza sempre 1971 e 70 CV ma con carburatore.
Nel 1979, con l'arrivo del T25, la produzione del T2 Bay venne trasferita in Sudamerica (Messico e Brasile). In entrambi i casi il motore era il classico 4 cilindri boxer raffreddato ad aria di 1584 cm³, dotato, a partire dai primi anni novanta, di alimentazione a iniezione e marmitta catalitica (l'unità per il mercato brasiliano, inoltre, poteva funzionare a benzina o ad etanolo). Dal 1996 il T2 Bay "messicano" iniziò a differenziarsi maggiormente da quello brasiliano (che manteneva il motore 1600 boxer raffreddato ad aria), grazie all'adozione del motore a benzina 4 cilindri in linea 1400 raffreddato ad acqua da 75 CV e del diesel 1900 aspirato da 64 CV. Dalla fine del 2005, tuttavia, anche il T2 Bay brasiliano montava il motore a benzina ed etanolo di 1390 cm³ (75 CV) della Fox.

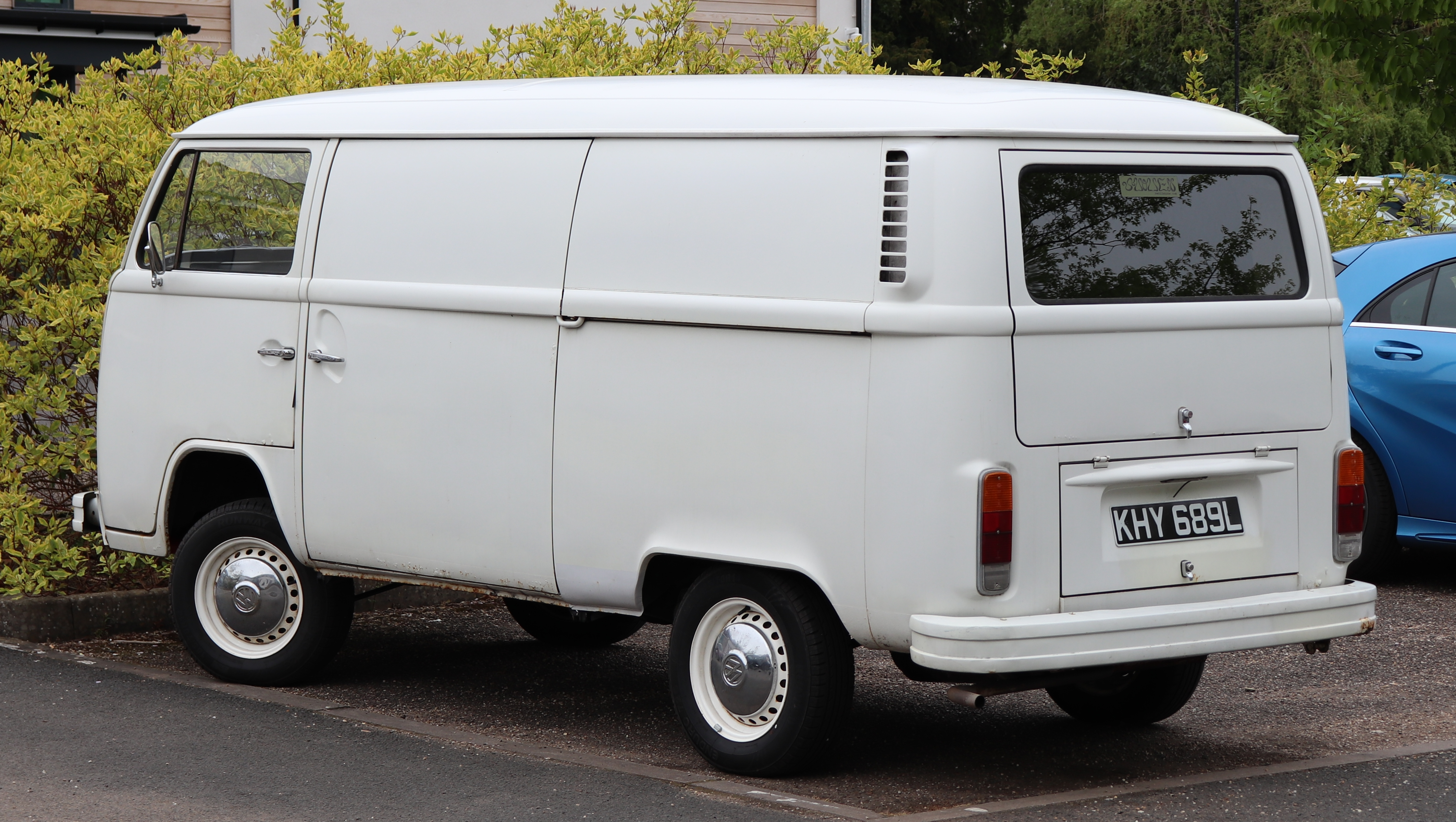
Restyling

Una versione camper del T2 brasiliano è stata messa in vendita dalla Volkswagen nel 2011 solo sul mercato olandese in tre differenti allestimenti.
La produzione messicana è cessata nel 2002, mentre quella brasiliana si è conclusa nel dicembre 2013, a causa dell'imposizione di nuove leggi che richiedevano sistemi di sicurezza (Airbag e ABS) di difficile ed antieconomica adozione, considerata la datata concezione del progetto originario, risalente ad oltre 50 anni prima.
L'ultimo esemplare di T2 è conservato al museo Volkswagen.